# Ordre du Médjidié
L'ordre du Médjidié est un ordre honorifique de l'Empire ottoman fondé en 1852 par le sultan Abdülmecit Ier (1839-1861). Il est attribué pour récompenser les services civils et militaires.
Il est supprimé lors de l'avènement de la république de Turquie en 1922.

## Historique

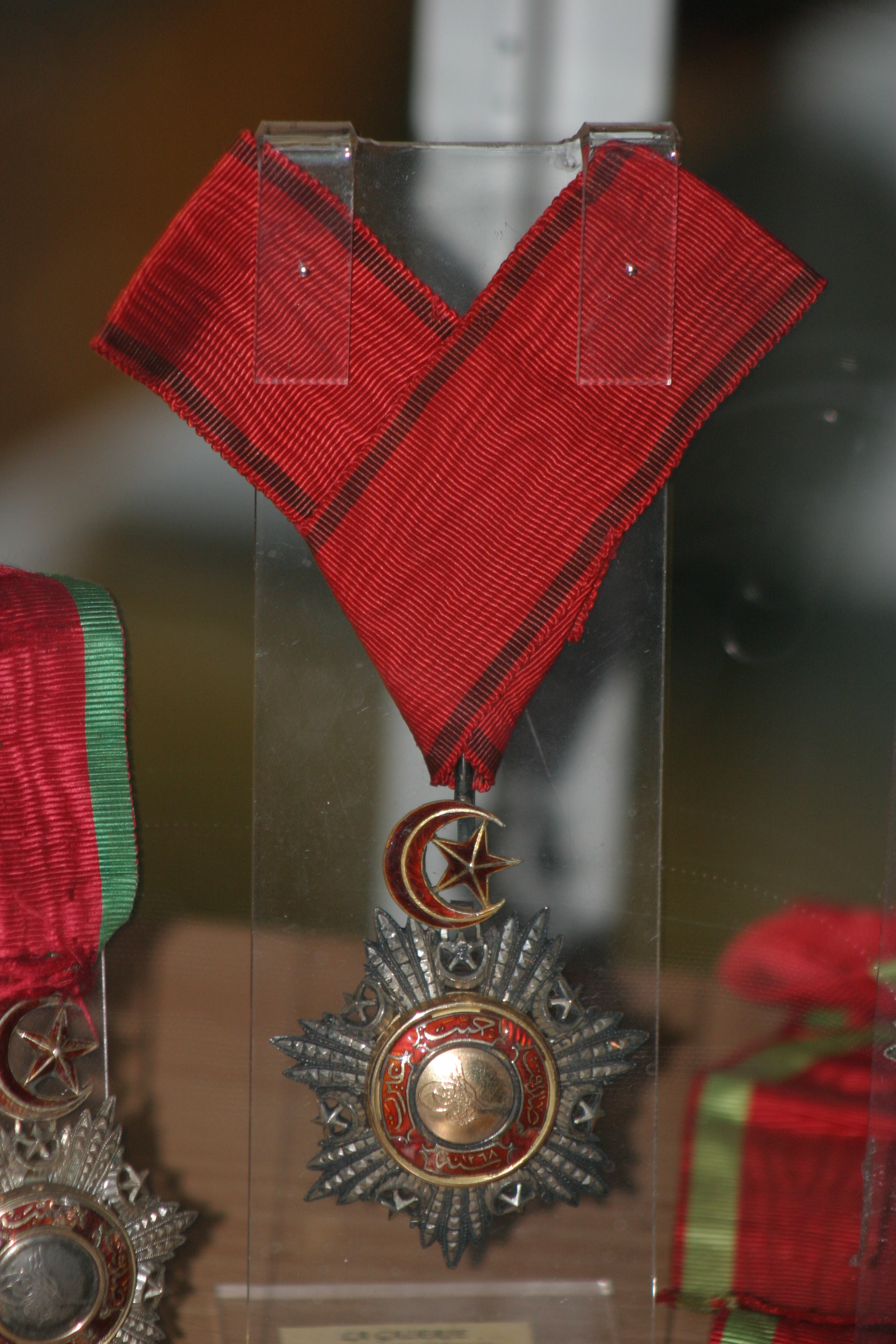
Cravate et insigne de l'ordre du Medjidie

Premier ordre de mérite, qui porte le nom de son fondateur Abdülmecit Ier, remplace l'ancien système de récompense complexe et informel mis en place progressivement par les sultans depuis le début du XIXe siècle et aboli dans son ensemble en 1851.
Ses statuts largement inspirés de ceux des ordres de mérites occidentaux, notamment de la Légion d'honneur, divisaient l'ordre en cinq classes. Les étrangers étaient admissibles.
La guerre de Crimée (1853-1855) offrit un tremplin à l’ordre, en lui permettant une large diffusion et promotion auprès des officiers alliés, britanniques, français et sardes. La véritable reconnaissance internationale de cet ordre vint du fait qu’il rendit enfin possible l’échange diplomatique de décorations entre souverains.

## Insignes de l'ordre et leurs ports
Les insignes se composent :
- d'un insigne, une étoile en argent à sept branches, anglées d'un croissant et d'une étoile; le centre en or est orné de la tughra de son fondateur entourée de quatre cartouches d’émail rouge portant la légende de l'ordre en turc : « Patriotisme - Zèle - Loyauté - 1268 (1852) ». La bélière est formée par un croissant et étoile d'émail rouge.
- d'une plaque qui reprend la forme de l’insigne précédent.
- d'un ruban rouge liseré de vert.

Le port des insignes
- La 1re classe comprend : un cordon passé de l'épaule droite à hanche gauche portant un bijou à l'extrémité, ainsi qu'une plaque portée au côté gauche ;
- La 2e classe comprend : un insigne porté en sautoir, ainsi qu'une plaque de taille moindre portée au côté gauche ;
- La 3e classe comprend : un insigne porté en sautoir ;
- La 4e classe comprend : un insigne doté d'un ruban avec rosette porté sur la poitrine gauche, centre en or.
- La 5e classe comprend : un insigne doté d'un ruban simple porté sur la poitrine gauche, centre en argent.

L'ordre comportait cinq classes de mérite avec un nombre fixe de bénéficiaires :
- 1re classe (50 membres)
- 2e classe (150 membres)
- 3e classe (800 membres)
- 4e classe (3 000 membres)
- 5e classe (6 000 membres)

| Médailles               | Médailles              | Médailles              | Médailles              | Médailles              |
| ----------------------- | ---------------------- | ---------------------- | ---------------------- | ---------------------- |
|                         |                        |                        |                        |                        |
| Rubans                  |                        |                        |                        |                        |
| Chevalier de 1re classe | Chevalier de 2e classe | Chevalier de 3e classe | Chevalier de 4e classe | Chevalier de 5e classe |

Ordre du Médjidié de Classe 4
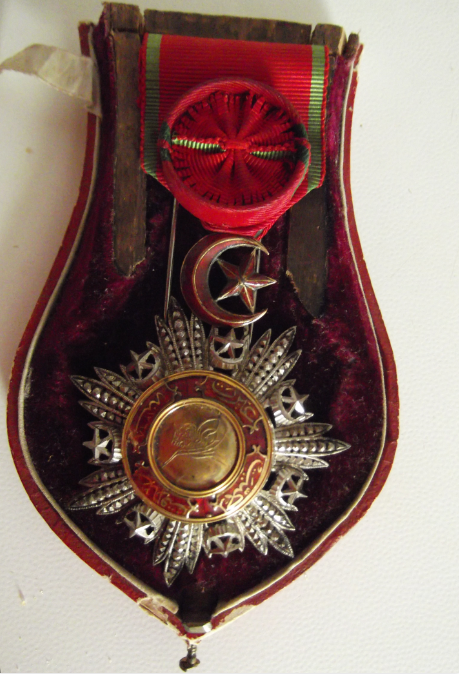
Médaille
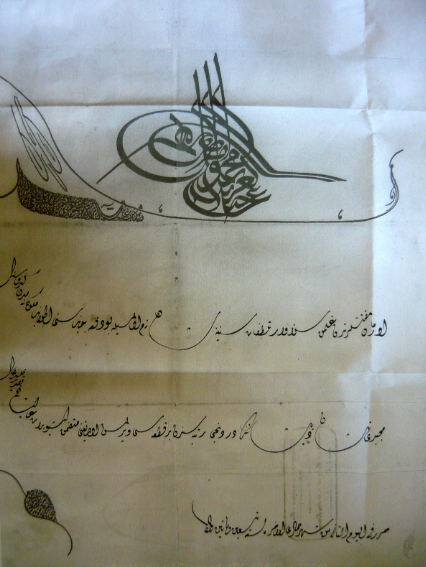
Document associé à la médaille
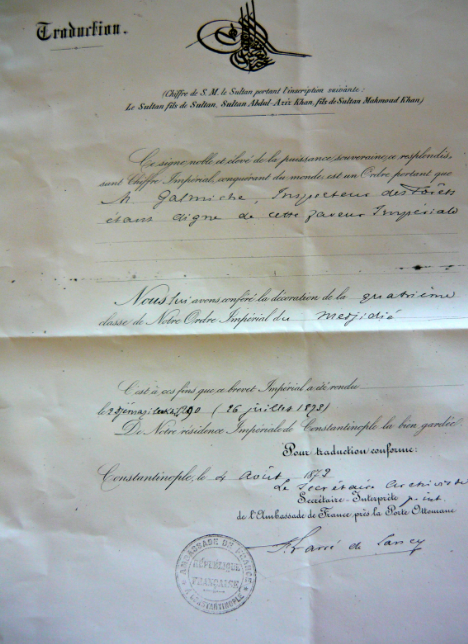
Traduction du document associé à la médaille

## Insignes «avec diamants»
Les insignes enrichis de diamants, hors quotas, et à la seule discrétion du sultan, constituaient une distinction particulière. La première classe avec diamants devint ainsi tout naturellement l’objet d’échanges entre souverains, chefs d'état.

## Récipiendaires
Par ordre alphabétique (liste non exhaustive) :
- Abd el-Kader, homme politique, chef militaire algérien,
- Bou El Mogdad[2], Explorateur, Interprète et Cadi sénégalais pendant la colonisation française
- Frédéric Audemard d'Alançon, polytechnicien, contrôleur général des Armées,
- Joseph-Hardouin-Gustave, comte d'Andlau[3], militaire et homme politique français,
- François Colomban Étienne Marie Benic, contre-amiral français,
- Henri Berlier de Vauplane, avocat, professeur de droit, critique musical,
- Aimé Bonna[4], ingénieur français,
- Adolphe de Botmiliau, consul général de Bulgarie,
- François Martin Boudier, médecin militaire,
- Alexandre Braun, juriste et sénateur belge,
- Jules-Dominique Brion, militaire français,
- Théobald Burnell, général-major belge, aide de camp de Philippe de Belgique, comte de Flandre.
- Albert Cambriels, général français, 1816-1891,
- Alfred Chanzy, général et homme politique français,
- Louis Albert Chagrin de Saint Hilaire, général de division français. Chevalier de 4e classe en 1858, commandeur en 1869,
- Eugène Chauffeur, militaire français originaire de Valence (Drôme), commandeur de la Légion d'honneur, le 6 mai 1856,
- Henri Conneau, grand officier de l'ordre du Médjidié, médecin particulier de l'empereur Napoléon III,
- Sarkis Diranian, peintre orientaliste ottoman d'origine arménienne[5],
- Edmond Duthoit, officier de l'ordre du Médjidié, architecte français,
- Charles-Théodore Frère, artiste peintre français,
- Gérard Encausse, médecin et occultiste français,
- Eusèbe Galmiche, conservateur des eaux et forêts français,
- Jean François Jules Herbé, militaire français,
- Louis Toussaint Doutrelaine, militaire français,
- Charles Joseph Dumas-Vence, contre-amiral français,
- Pierre Louis Charles de Failly, militaire français,
- Jules Étienne Marie Forgeot, militaire français,
- Eusèbe Galmiche, conservateur des eaux et forêts,
- Georges Imhaus (1817-1888), directeur de la Presse et de la Librairie au Ministère de l'Intérieur sous le Second Empire. Receveur Général des Finances, commandeur.
- Léonce Auguste Emile Jarriand, docteur en médecine, médecin personnel du Sultan de Turquie, 4e classe en 1868,
- Pierre Joseph Jeanningros, militaire français,
- Fritz Kieffer, écrivain, poète et patriote alsacien, commandeur,
- Frédéric Labé, militaire français,
- Charles Louis François le Tellier de Blanchard (1814-1902), général français
- Auguste Lumière, industriel et biologiste français,
- Nassif Mallouf (1823-1865), traducteur et lexicographe ottoman,
- Hippolyte Mazier, militaire français
- Léon-Eugène Méhédin, architecte et photographe français,
- Émile Mellinet, militaire français,
- Charles-Elie Ménage, banquier et fondateur de la banque André, Neuflize et Cie.
- François Stoffer (1830-1871), militaire français,
- Michel Pacha, marin et homme d'affaires français,
- Charles-Nicolas Michelet, militaire français,
- Imre Mikó, homme politique hongrois,
- Ludovic Moncheur, diplomate belge,
- Napoléon III, empereur des Français,
- Émilien de Nieuwerkerke, sculpteur français et personnalité artistique importante du Second Empire,
- Alphonse Nothomb, homme politique belge,
- Louis Pasteur, chimiste et biologiste français[6],
- Otto Pilny, peintre orientaliste suisse,
- Léon de Poilloüe de Saint Mars, militaire français,
- Léon Louis Raymond, lieutenant-colonel de Gendarmerie,
- Pierre-Charles Robert, militaire et archéologue français,
- Joséphine Rostkowska, aide-chirurgien,
- Otho Saint-Aubyn, Attaché à l'Administration puis Inspecteur spécial de Police des Chemins-de-Fer (Chevalier),
- Pierre-Auguste Sarrus, musicien français,
- Gaspard Scrive, médecin français,
- Charles Adolphe Silly, officier de gendarmerie,
- Alexandre Grigorievitch Stroganov, militaire russe,
- Alfred de Testa, baron de Testa, avocat,
- Henri de Testa, ministre d'Autriche à Athènes,
- Léopold de Testa, avocat et écrivain,
- Jean-Baptiste Philibert Vaillant, maréchal de France,
- Émile Vallin, médecin militaire,
- Joseph Vallot, scientifique français,
- Joseph Vinoy, militaire français,
- Vitalis Pacha, militaire turc,
- Michel Willenich, peintre français,
- Fausto Zonaro, peintre italien.